# Ivana Hrdličková
Ivana Hrdličková (* 18. března 1965) je česká právnička a soudkyně.
Odborně se věnuje islámskému právu šaría a ochraně lidských práv.
Dříve působila u Krajského soudu v Hradci Králové. Od roku 2012 působí u Zvláštního tribunálu pro Libanon a počínaje rokem 2015 je jeho předsedkyní. V roce 2016 byla znovuzvolena předsedkyní tribunálu.